# Celebrity Centres

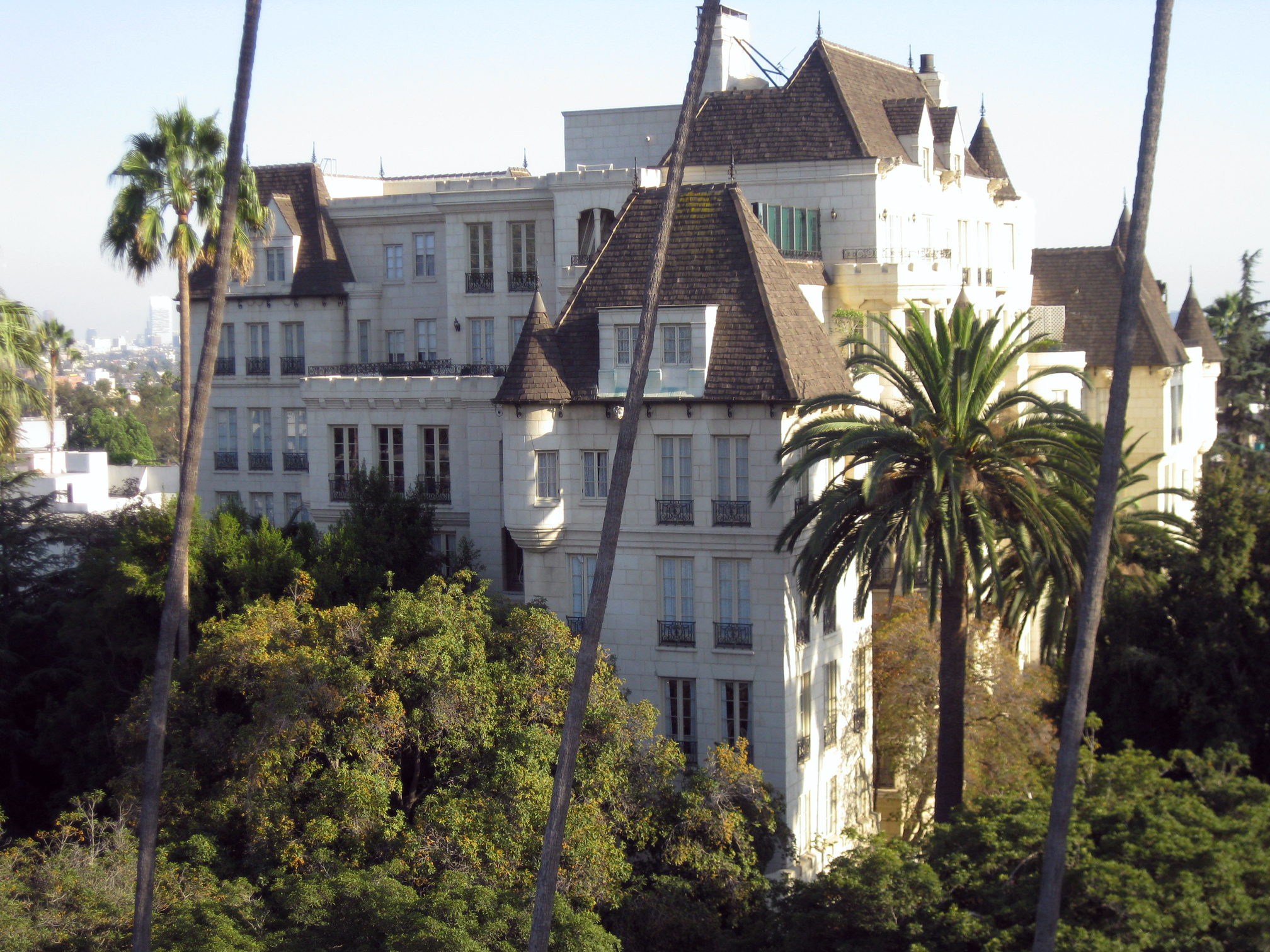
Le premier des Celebrity Centres, ouvert en 1969, et qui a notamment contribué à recruter Tom Cruise au sein de l'Église de scientologie.

Les « centres de célébrités » (Celebrity Centres) de l'Église de scientologie sont des lieux créés par cette entité, ouverts au grand public, mais principalement destinés à accueillir des célébrités tels que les « artistes, politiciens, dirigeants de l'industrie et personnalités sportives »[pas clair]. Le premier de ces centres a été installé en 1969 près d'Hollywood dans le Château Élysée, racheté par l'église de Ron Hubbard.

## Histoire
Le premier de ces sites, dit Celebrity Center International a été créé dans un ancien grand « manoir »[pas clair] restauré, à Los Angeles, en Californie, en 1969 par Yvonne Gillham, membre de la Sea Org (organisation souvent considérée comme paramilitaire, copiant les uniformes et certaines pratiques de l'US Navy), à l'initiative du nouveau chef de l'Église de scientologie : David Miscavige (Gillham et Miscavige sont tous deux d'anciens proches de L. Ron Hubbard alors décédé dans un accident). L'immeuble, réplique de sept étages d'un château franco-normand du XVIIe siècle, était antérieurement un hôtel (Manor Hotel), qui accueillait les stars de cinéma. Avant cela, c'était un manoir de luxe baptisé Château Élysée, construit par l'architecte Arthur E. Harvey pour Elinor K. Ince (veuve de Thomas H. Ince, cinéaste muet pionnier décédé en 1924). C'est le plus massif des « châteaux hollywoodiens » construits dans les années 1920.
Depuis lors, d'autres centres de ce type ont été créés à Düsseldorf, Florence, Las Vegas, Londres, Munich, Nashville, New York, Paris, Vienne et un certain nombre d'autres villes du monde.
Huit centres ont été ouverts en mars 2020.

## Objectifs stratégiques
D'anciens membres de la Scientologie et des observateurs du mouvement soulignent que ces centres ont été construits dans le cadre d'une stratégie baptisée Projet Celebrity, conçue, écrite et validée par Hubbard lui-même en 1955, stratégie destinée à attirer des célébrités afin de les recruter de manière privilégiée dans son « église », pour que ces célébrités puissent ensuite promouvoir la scientologie dans le monde.
L'Église elle-même a ensuite nié l'existence d'une politique de recrutement de célébrités de haut-rang,.

## Incident mortel
Le 23 novembre 2008, un certain Mario Majorski a voulu s'introduire au Los Angeles Celebrity Center en brandissant deux épées de samouraï, menaçant de blesser des personnes. Il a été abattu par des agents de sécurité du Celebrity Center, puis déclaré mort par le Los Angeles County-USC Medical Center. La police a jugé les actions des gardes comme justifiables.
Selon Tommy Davis (alors porte-parole de l'église) Majorski devenu scientologue au début des années 1990 avait quitté le groupe quinze ans avant l'incident,. Encore membre de l'église, Majorski avait intenté des poursuites (qui furent rejetées) contre Louis West, un psychiatre qui critiquait la Scientologie.